# Scea solaris
Scea solaris är en fjärilsart som beskrevs av William Schaus 1892. Scea solaris ingår i släktet Scea och familjen tandspinnare. Inga underarter finns listade.